# Edward Deas Thomson
Edward Deas Thomson (1er juin 1800 - 16 juillet 1879) est un Écossais qui est devenu un administrateur et un homme politique en Australie et est le chancelier de l'Université de Sydney.

## Jeunesse et début de carrière

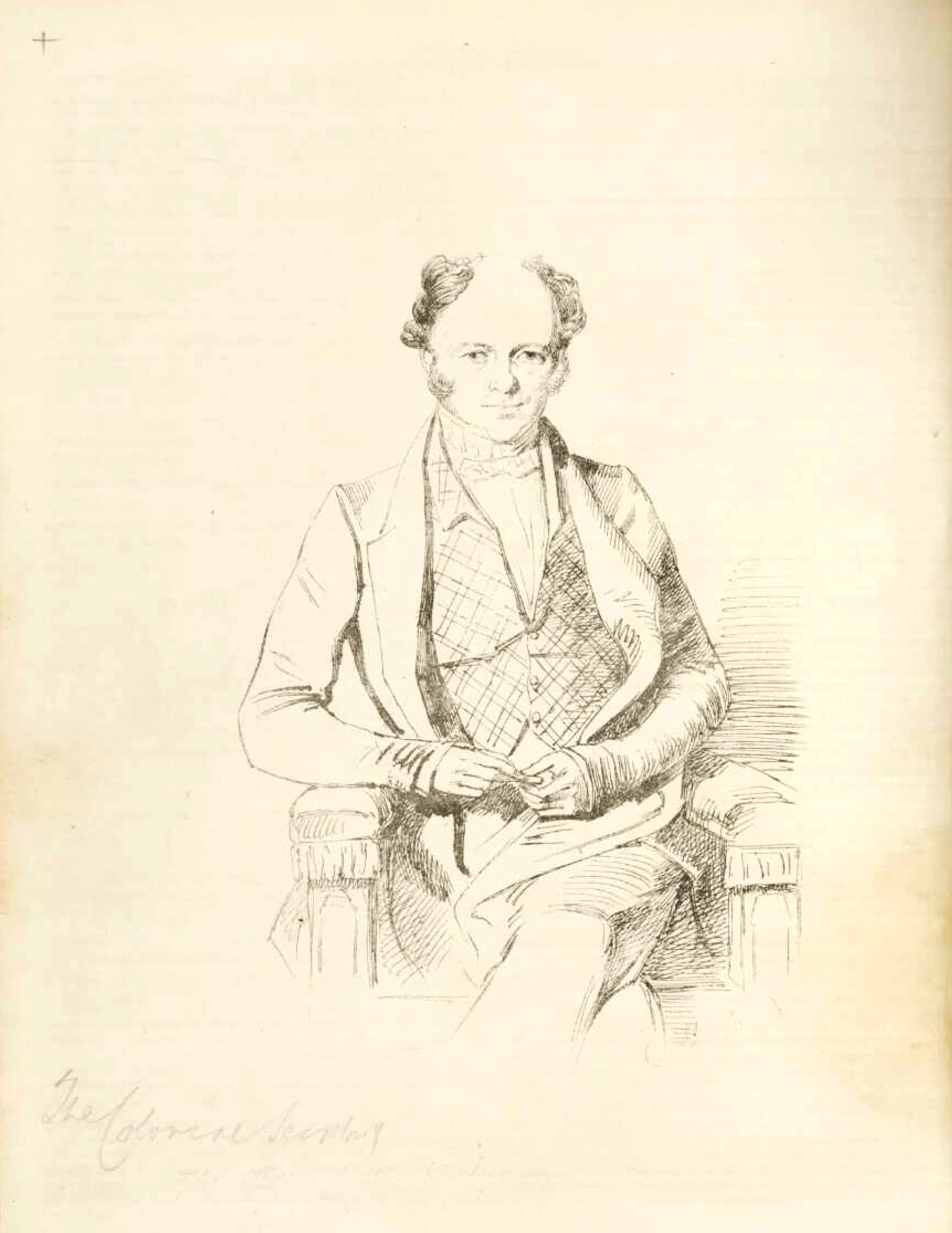
Un jeune Sir Edward Deas Thomson par William Nicholas 1847-1848.

Thomson est né à Édimbourg, en Écosse. Son père, Sir John Deas Thomson, est comptable général de la marine  et épouse Rebecca, fille de John Freer. Leur fils fait ses études au lycée d'Édimbourg et à Harrow en Angleterre. Il passe ensuite deux ans en études à Caen en Normandie, en France. Son précepteur là-bas, à partir de septembre 1815, est Joseph Lowe .
Thomson commence alors à travailler avec son père qui à cette époque réorganise le système de comptabilité dans la marine. En 1826, Thomson visite les États-Unis et le Canada et, à son retour en 1827, accepte le poste de registraire des chambres des orphelins de Démérara. Avant de quitter l'Angleterre, il peut prendre des dispositions pour échanger ce poste contre celui de commis aux conseils législatif et exécutif de la Nouvelle-Galles du Sud.

## En Australie
Thomson arrive à Sydney en décembre 1828  et s'avère être un officier précieux. En janvier 1837, il devient secrétaire aux colonies  pour un salaire de 1500 £ par an et occupe ce poste pendant près de 20 ans. Il s'acquitte de ses fonctions avec beaucoup de tact et, pendant la période orageuse du poste de gouverneur de George Gipps, on dit de lui qu'il est personnellement si respecté que les membres du conseil trouvent presque pénible de s'opposer à lui. Son expérience est particulièrement utile lors de l'adoption du projet de loi constitutionnel, et il est envoyé avec William Wentworth en Angleterre pour présenter le projet de loi au parlement impérial. En 1854, il reçoit un témoignage public, la moitié du montant souscrit étant dépensée pour un service d'assiettes et le reste étant donné à l'Université de Sydney pour fonder une bourse à son nom. Thomson est invité par le gouverneur, Sir William Denison, à former le premier gouvernement sous la nouvelle constitution, mais n'a pas pu le faire. Il entre au Conseil Législatif de la Nouvelle-Galles du Sud et est vice-président du conseil exécutif dans le ministère Parker, et le 19 août 1857 entre au comité restreint sur la question de la fédération australienne. Le comité se prononce en faveur de la création d'une assemblée fédérale, mais le ministère Charles Cowper arrive au pouvoir entre-temps et la question est mise de côté.
Thomson continue à être membre du conseil législatif jusqu'à sa mort, mais sa santé a souffert de son lourd travail de secrétaire aux colonies et il ne joue plus un rôle de premier plan dans ses travaux. Il reçoit une pension substantielle à sa retraite en 1856 et il a alors le temps de se consacrer à d'autres intérêts. Il est membre originel du sénat de l'Université de Sydney lors de sa fondation en 1850, il devient vice-chancelier en 1863 et est chancelier de 1865 à 1878. Il s'intéresse aux questions sportives et est pendant quelques années président du Australian Jockey Club. Il est également président du Australian Club à Sydney. Au cours de sa visite en Angleterre, il est nommé Compagnon de l'Ordre du Bain (CB) et en 1874, il est créé Chevalier Commandeur de St Michael et St George (KCMG).

## Vie privée
Thomson épouse Anne Marie Bourke, la deuxième fille du gouverneur Richard Bourke, et ils ont deux fils et cinq filles. Son épouse, une activiste importante, est l'une des membres fondateurs du comité pour les femmes et l'institut fondateur du refuge pour nourrissons de Sydney, maintenant les services à l'enfance et à la famille à la maison des nourrissons. Une fille, Elizabeth, est la mère d'Edward Grigg (1er baron Altrincham) , une autre, Susan Emmeline, épouse William John Macleay, tandis qu'une autre Eglantine Julia, épouse William Campbell. Son portrait se trouve dans la grande salle de l'Université de Sydney. Thomson est décédé le 16 juillet 1879 à Sydney.